# Паулинёва, Марина
Марина Паулинёва (словац. Marína Paulínyová; 28 марта 1897, Словенске-Правно, Турчьянске-Теплице — 5 октября 1945, Блэкбуш, Гэмпшир) — словацкая журналистка, дипломат и гуманитарный работник.

## Биография

### Ранние годы и жизнь в эмиграции
Родилась 28 марта 1897 года в селе Словенске-Правно в королевстве Венгрия в составе Австро-Венгрии.
Когда Марине было 8 лет, её семья эмигрировала в США, спасаясь от нищеты и национального гнёта. В 1916 году её отец умер.
Училась на факультете искусств Колумбийского университета в Нью-Йорке.
Работала в совместной штаб-квартире Чешского национального объединения и Словацкой лиги в Америке, завершившейся подписанием Питтсбургского соглашения, проекта создания самостоятельного государства чехов и словаков. После провозглашения Чехословацкой республики в 1918 году работала в консульстве в Нью-Йорке. В 1919 году присоединилась к кампании Американского Красного Креста по оказанию помощи чехословацким легионерам в Сибири в связи с их репатриацией на освобождённую Родину. В качестве врача и переводчика сопровождала Чехословацкий корпус в отходе из Сибири и эвакуации с территории Дальнего Востока. 3 сентября 1920 года Марина Паулинёва вместе с последними солдатами и офицерами Чехословацкого корпуса покинула Владивосток на транспорте «Хеффрон» (USAT Heffron) Тихоокеанского флота Транспортной службы сухопутной армии США (ATS). 10 ноября «Хеффрон» прибыл в итальянский порт Триест, в 1921 году Марина Паулинёва вернулась в Чехословакию.

### В межвоенной Чехословакии

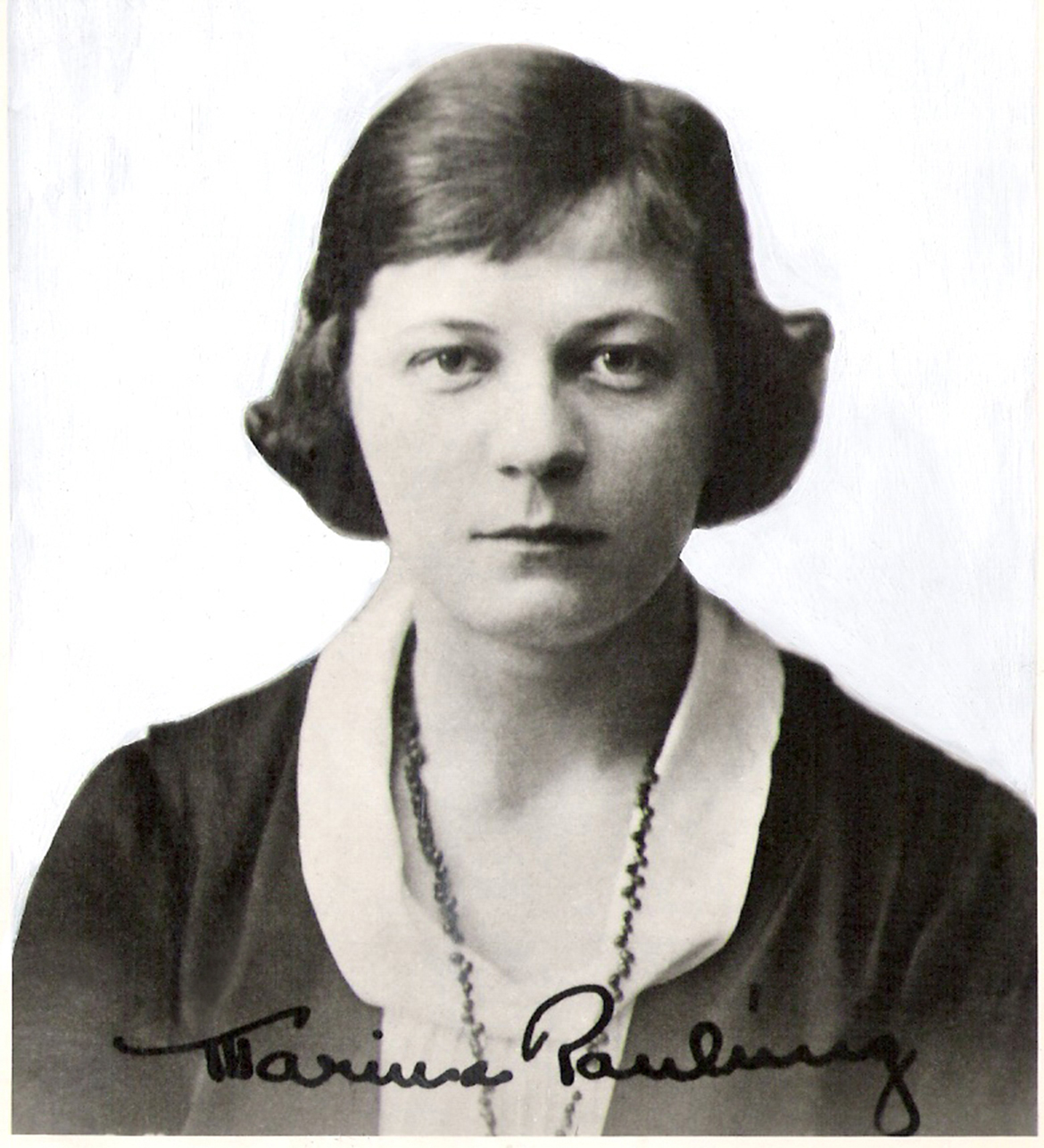
Фото 1919 года

В Чехословакии занималась организацией помощи голодающим, которую снабжала продовольствием Американская администрация помощи (АРА), возглавляемая  Гербертом Гувером.
Будучи знакомой с работой «Христианского объединения молодых женщин» (YWCA) в США, стала основателем и организатором отделения YWCA в Братиславе, открытого 2 июня 1922 года. Сотрудничала с YWCA в США и Великобритании, присоединилась к зарубежному отделу YWCA, где была единственным представителем от Чехословакии.
В 1924 году вернулась в США, где её компания Czechoslovak Art Studios занималась популяризацией Чехословакии, организовывала выставки и продавала традиционные народные промыслы из Чехословакии. У компании были филиалы в Нью-Йорке, Чикаго, Бостоне, Лос-Анджелесе и Майами-Бич.
В 1936 году вернулась в Чехословакию, где премьер-министр Милан Годжа назначил Марину Паулинёву директором Slovakotour, первого словацкого туристического оператора. Была заместителем Англо-американского общества Чехословакии, которое способствовало культурному обмену. Марина Паулинёва оказывала помощь Министерству иностранных дел во время визитов делегаций, общественных и культурных деятелей из Великобритании и США.

### Вторая мировая война и гибель
После распада Чехословакии в 1939 году бежала в Англию. Была заместителем председателя Чехословацкого Красного Креста в изгнании. Занималась материальной помощью военнопленным в немецких концлагерях, а после подавления Словацкого национального восстания 1944 года — интернированным в немецкие концлагеря повстанцам. Используя связи в Канаде, США и Великобритании привлекла финансовую и материальную помощь для Чехословацкого Красного Креста в изгнании. Помогала также чехословацким студентам в Великобритании. Как видного деятеля словацкого национального движения в эмиграции её называли «Штефаником в юбке» и «современным Штефаником» (novodobý Štefánik).

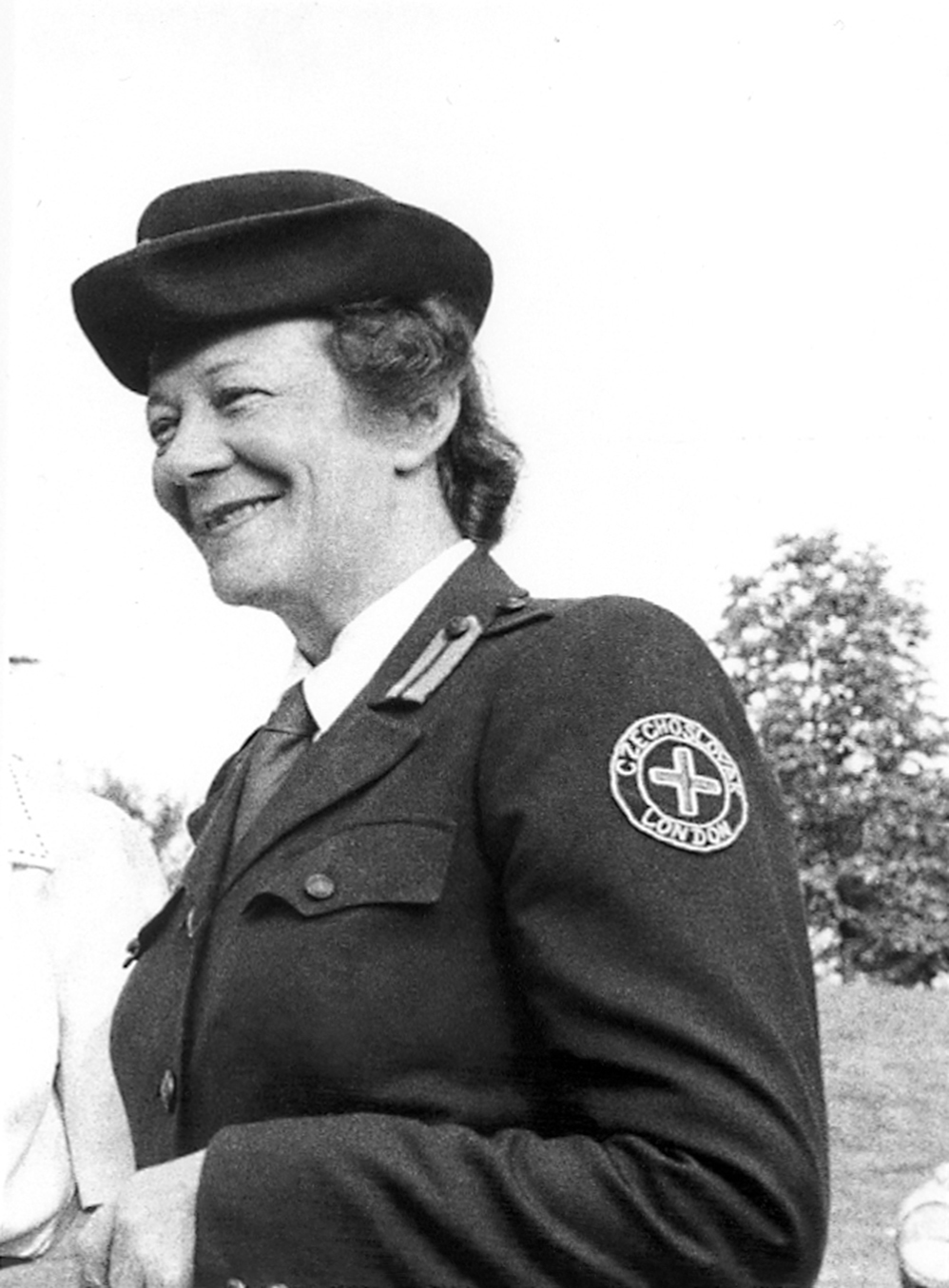
В униформе Красного Креста, Лондон

5 октября 1945 года при репатриации на освобождённую Родину трагически погибла в авиакатастрофе. Транспортный самолёт Consolidated Liberator GR.VI 311-й (чехословацкой) эскадрильи Королевских военно-воздушных сил Великобритании вылетел с авиабазы «Блэкбуш» в графстве Гэмпшир в Англии и направлялся в аэропорт «Рузине» в Праге. После взлёта загорелся двигатель. При попытке вернуться на авиабазу самолёт упал на поле поместья Элветем Холл к востоку от Хартли-Уинтни и загорелся. Погибли все 18 пассажиров и 5 членов экипажа.
11 октября 13 пассажиров, в том числе Марина Паулинёва были похоронены в общей могиле на Бруквудском кладбище в графстве Суррей в Англии.

## Память
В 1946 году посмертно награждена Чехословацким Военным крестом.
После февральских событий имя Марины Паулинёвой было предано забвению. После этого получила признание только в XXI веке. В 2022 году по предложению историка Словацкой академии наук (SAV) Лукаша Крайчира (Lukáš Krajčír) при поддержке муниципального депутата Алексея Добролюбова (Alexej Dobroľubov) именем Марины Паулинёвой названа улица в районе Дубравка Братиславы.
14 января 2024 года посмертно награждена президентом Словакии Зузаной Чапутовой Крестом Милана Растислава Штефаника II класса, в память за заслуги в спасении человеческой жизни с риском для себя.
Накануне Дня победы над фашизмом 2025 года Почта Словакии (Slovenská pošta) выпустила почтовую марку «Женщины в антифашистском сопротивлении» („Ženy v protifašistickom odboji“) с портретами трёх женщин, внесших значительный вклад в историю Словакии. Это Хавива Рейк (1914—1944), Далма Шпитцерова (1925—2021) и Марина Паулинёва.